# Ruy Guerra
Ruy Guerra (Lourenço Marques, Moçambic, 1931) és un director cinematogràfic brasiler nascut a Moçambic.
Va formar-se a França, on fou un dels impulsors del moviment del Cinema novo. La seva filmografia és barroca, suggeridora i d'una gran plasticitat.

## Obres
- Os Cafajestes (1962)
- Os fuzis (1964)
- Sweet Hunters (1969)
- Os deuses e os mortos (1970)
- A queda (1978)
- Mueda (1979)
- Erendira (1983) adaptació de l'obra de Gabriel García Márquez
- Fábula de la bella palomera (1987)
- Opera do Malandro (1986)
- Kuarup (1989)